# Edyta Górniak
Edyta Anna Górniak M.M.C. (pronunție în poloneză [ɛ'dɨta 'gurɲak]) (n. 14 noiembrie 1972 în Ziębice) este o cântăreață poloneză.
Are o gamă vocală largă de 4 octave. Și-a început cariera în 1990, ca actriță de teatru muzical, jucând în piesa Metro, care a avut reprezentații și pe Brodway. În 1993 a înregistrat două cântece pentru coloana sonoră a filmului Pajęczarki de Piotra Rubika. A participat la Concursul Muzical Eurovision 1994 cu piesa To nie ja!, care s-a clasat pe locul al doilea, cel mai bun loc obținut de Polonia la Eurovision. A participat la preselecțiile din Polonia pentru Eurovision 2016, unde a interpretat piesa „Grateful” care s-a clasat pe locul al treilea.
Albumul de debut, Dotyk, a avut succes, vânzându-se în peste jumătate de milion de exemplare. În 1996 a semnat un contract cu casa de discuri EMI International pentru cinci albume. Cel de-al doilea album, care îi poartă numele, cu single-uri ca „When You Come Back To Me” și „One & One”, s-a vândut în tot aproximativ 500.000 de exemplare. În 2002 semnează un contract cu casa de discuri Virgin, lansând albumele „Invisible” în 2003. „Sexuality” în 2006  și „EKG” în 2007. În 2014 semnează un contract cu casa de discuri Universal. Edyta a vândut peste un milion de albume numai în Polonia, a câștigat 33 de premii și a apărut pe mai mult de 120 de coperți de reviste.

## Discografie
Sursa:
- Dotyk (1995)
- Edyta Górniak (1997)
- Perła (2002)
- Invisible (2003)
- E·K·G (2007)
- My (2012)

## Legături externe
- Edyta Górniak – Site oficial Arhivat în 15 august 2018, la Wayback Machine.